# Lijst van voetbalinterlands Irak - Vietnam
Deze lijst van voetbalinterlands is een overzicht van alle officiële voetbalwedstrijden tussen de nationale teams van Irak en Vietnam. De landen speelden tot op heden zeven keer tegen elkaar. De eerste ontmoeting, een groepswedstrijd tijdens de Azië Cup 2007, werd gespeeld in Bangkok (Thailand) op 21 juli 2007. Het laatste duel, een kwalificatiewedstrijd voor het Wereldkampioenschap voetbal 2026, vond plaats op 11 juni 2024 in Basra.

## Wedstrijden
| № | Plaats    | Datum            | Competitie           | Wedstrijd      | Uitslag |
| - | --------- | ---------------- | -------------------- | -------------- | ------- |
| 1 | Bangkok   | 21 juli 2007     | Azië Cup 2007        | Irak − Vietnam | 2 − 0   |
| 2 | Hanoi     | 8 oktober 2015   | WK 2018 kwalificatie | Vietnam − Irak | 1 − 1   |
| 3 | Teheran   | 29 maart 2016    | WK 2018 kwalificatie | Irak − Vietnam | 1 − 0   |
| 4 | Abu Dhabi | 8 januari 2019   | Azië Cup 2019        | Irak − Vietnam | 3 − 2   |
| 5 | Hanoi     | 21 november 2023 | WK 2026 kwalificatie | Vietnam − Irak | 0 − 1   |
| 6 | Ar Rayyan | 24 januari 2024  | Azië Cup 2023        | Irak − Vietnam | 3 − 2   |
| 7 | Basra     | 11 juni 2024     | WK 2026 kwalificatie | Irak − Vietnam | 3 − 1   |

## Samenvatting
| Competitie      | Totaal gespeeld | Winst Irak | Gelijk | Winst Vietnam | Doelsaldo Irak – Vietnam |
| --------------- | --------------- | ---------- | ------ | ------------- | ------------------------ |
| WK-kwalificatie | 4               | 3          | 1      | 0             | 6 − 2                    |
| Azië Cup        | 3               | 3          | 0      | 0             | 8 − 4                    |
| Totaal          | 7               | 6          | 1      | 0             | 14 − 6                   |

IFA · A-internationals · Statistieken · Iraaks vrouwenelftal · Irak U21 · Irak U20 · Irak U19 · Irak U18 · Irak U17
1950 – 1969 ·
1970 – 1979 ·
1980 – 1989 ·
1990 – 1999 ·
2000 – 2009 ·
2010 – 2019 ·
2020 − 2029
Afghanistan ·
Algerije ·
Argentinië ·
Australië ·
Azerbeidzjan ·
Bahrein ·
België ·
Bolivia ·
Botswana ·
Brazilië ·
Cambodja ·
Chili ·
China ·
Colombia ·
Congo-Kinshasa ·
Cyprus ·
DDR ·
Ecuador ·
Egypte ·
Estland ·
Filipijnen ·
Finland ·
Ghana ·
Guinee ·
Hongkong ·
India ·
Indonesië ·
Iran ·
Japan ·
Jemen ·
Jordanië ·
Kazachstan ·
Kenia ·
Kirgizië ·
Koeweit ·
Libanon ·
Liberia ·
Libië ·
Macau ·
Maleisië ·
Marokko ·
Mauritanië ·
Mexico ·
Myanmar ·
Nepal ·
Nieuw-Zeeland ·
Noord-Korea ·
Oeganda ·
Oezbekistan ·
Oman ·
Pakistan ·
Palestina ·
Paraguay ·
Peru ·
Polen ·
Qatar ·
Roemenië ·
Rusland ·
Saoedi-Arabië · 
Sierra Leone · 
Singapore ·
Soedan ·
Spanje · 
Sri Lanka ·
Syrië · 
Tadzjikistan · 
Taiwan · 
Thailand · 
Trinidad en Tobago ·
Tunesië ·
Turkije ·
Turkmenistan ·
Uruguay ·
Verenigde Arabische Emiraten ·
Vietnam ·
Zambia ·
Zuid-Afrika ·
Zuid-Jemen ·
Zuid-Korea
VFF · 
A-internationals · 
Vietnamees vrouwenelftal
1991 – 1999 ·
2000 – 2009 ·
2010 – 2019 ·
2020 − 2029
Afghanistan ·
Albanië ·
Australië ·
Bahrein · 
Bangladesh · 
Bosnië en Herzegovina · 
Cambodja · 
China · 
Curaçao ·
Estland · 
Filipijnen · 
Guam · 
Guinee ·
Hongkong · 
India · 
Indonesië · 
Irak ·
Iran · 
Jamaica · 
Japan ·
Jemen · 
Jordanië ·
Kazachstan · 
Kirgizië ·
Koeweit · 
Laos · 
Libanon · 
Macau · 
Malediven · 
Maleisië · 
Mongolië · 
Mozambique ·
Myanmar · 
Nepal · 
Noord-Korea ·
Oezbekistan · 
Oman · 
Palestina ·
Qatar ·
Rusland ·
Saoedi-Arabië · 
Singapore · 
Sri Lanka · 
Syrië · 
Tadzjikistan · 
Taiwan · 
Thailand · 
Turkmenistan · 
Verenigde Arabische Emiraten · 
Zimbabwe · 
Zuid-Korea